# Teagenes z Tazos
Teagenes z Tazos (V w. p.n.e.) – grecki pięściarz, startujący również w pankrationie.
Syn Timostenesa, kapłana Heraklesa na wyspie Tazos. Zwyciężył w zawodach pięściarskich podczas igrzysk olimpijskich (480 p.n.e.), a także w pankrationie (476 p.n.e.). Z sukcesami startował również w igrzyskach nemejskich czy istmijskich; trzy razy zwyciężał w zawodach podczas agonów pytyjskich (były to przeważnie zwycięstwa w boksie). Brał też udział w mających mniejsze znaczenie imprezach (choćby organizowanych w Tesalii czy w Argos). W czasie swojej, trwającej ok. 25 lat kariery, miał zdobyć ok. tysiąc czterysta wieńców. Jego sława sprawiła, że przypisywano mu pochodzenie od Heraklesa. W wielu miejscowościach (w tym w rodzinnym Tazos i w Olimpii) wzniesiono mu także pomniki.